# كريبيوزين
كريبيوزين Krebiozen (المعروف أيضًا باسم Carcalon، أو الكرياتين، أو المادة X، أو العقار X) هو علاج مرفوض للسرطان جرى إتاحته كعلاج بديل للسرطان. وقد جرى تسويق المادة كعلاج للسرطان، وبيعت بآلاف الدولارات لكل جرعة في الخمسينيات وأوائل الستينيات من القرن الماضي، إلا أنه لا يُعرف عنها أي قيمة علاجية. أظهرت محاولات تحليل تركيبته أنه يتكون فقط من كرياتين الأحماض الأمينية المذابة في الزيت المعدني، وبعض العينات المباعة على أنها Krebiozen تتكون فقط من زيت معدني بدون مكونات أخرى يمكن تمييزها.
تقول جمعية السرطان الأمريكية : "الأدلة العلمية المتاحة لا تدعم الادعاءات بأن كريبيوزين فعَّال في علاج السرطان أو أي مرض آخر". وفقًا لإدارة الغذاء والدواء الأمريكية (FDA)، فإن Krebiozen له العديد من الآثار الجانبية الخطيرة.

## التاريخ والتقييم
أعلن Stevan Durovic، الطبيب اليوغوسلافي عن Krebiozen في البداية، وقد ادعى أن المادة جاءت من مصل الحصان الملقح بـ Actinomyces bovis. زعم دوروفيتش أن كريبيوزين كان مفيدًا في علاج السرطان، خاصة في القطط والكلاب. وقد دعم مزاعمه أندرو كونواي آيفي، عالم فسيولوجي بارز، والعديد من السياسيين بمن فيهم السناتور بول دوغلاس (ديمقراطي - إلينوي). أصبح آيفي مقتنعًا بأن كريبيوزين يمتلك خصائص مضادة للسرطان، قام بإعطاء المادة لنفسه وزملائه، ثم إلى كلب، وفي النهاية بدأ اختبار كريبيوزين على المرضى.
دعا آيفي إلى مؤتمر صحفي في عام 1951 أعلن فيه لجمهور من الصحفيين والسياسيين والأطباء والمستثمرين المحتملين أن Krebiozen كان ناجحًا. في المؤتمر الصحفي، ادعى آيفي أنه من بين 22 مريضًا جرى علاجهم، كان 14 منهم على قيد الحياة ولم يمت أي منهم بسبب السرطان. ومع ذلك، في الواقع، توفي 10 من المرضى المعالجين — جميعهم من السرطان — في وقت المؤتمر الصحفي. بعد ذلك بوقت قصير، أسس الأخوان دوروفيتش مؤسسة كريبيوزين للأبحاث، برئاسة آيفي.
وبعد إعلان آيفي، تابعت 10 مستشفيات ومراكز لأبحاث السرطان التجربة وحاولت إعادة إنتاج نتائج آيفي المزعومة. لم يلاحظ أي من هؤلاء الباحثين المستقلين أي تأثير لكريبيوزين على السرطان. نُشرت مجموعة من البيانات السلبية لهذه المؤسسات في مجلة الجمعية الطبية الأمريكية في عام 1951. ورد أنصار كريبيوزين بالادعاء بوجود مؤامرة ضد العقار. في عام 1959، بدأ آيفي في إنتاج نسخته الخاصة من العقار تحت اسم "Carcalon".
في 28 أكتوبر 1964، وُجِّه الاتهام إلى Durovics وIvy وKrebiozen Research Foundation بإدخال أدوية مغلوطة في التجارة بين الولايات في انتهاك لقانون الغذاء والدواء ومستحضرات التجميل. بعد محاكمة استمرت 9 أشهر، انتهت القضية بهيئة قرار مُعلَّق من هيئة المحلفين وتبرئتهم. بعد ذلك بوقت قصير، وُجِّهت إلى دوروفيتش تهمة التهرب الضريبي وهرب من الولايات المتحدة.

## التركيب
من أجل تقييم ادعاءات دوروفيتش وآيفي، طلب المعهد الوطني للسرطان (NCI) عينات من عقار الكريبيوزين. وقد جرى تقديم هذه العينات في مناسبتين إلى المعهد الوطني للسرطان، ومرة واحدة إلى إدارة الغذاء والدواء الأمريكية (FDA). طلب دوروفيتش فرض رسوم على المعهد الوطني للسرطان بقيمة 170 ألف دولار لكل جرام من Krebiozen، ولكن قُدمت العينات في النهاية مجانًا. ومع ذلك، أثبت فريق قياس الطيف الضوئي التابع لإدارة الغذاء والدواء، بقيادة ألما ليفانت هايدن، أن العينات تتكون فقط من الكرياتين أحادي الهيدرات، وهو حمض أميني بسيط، يذوب أحيانًا في الزيت المعدني. عندما عادت إدارة الغذاء والدواء الأمريكية لاختبار العينات التي حصلت عليها سابقًا من كريبيوزين، وجدوا أن الكثير منهم يفتقر حتى إلى الكرياتين، ويتكون فقط من الزيوت المعدنية التي لا تحتوي على مكونات نشطة يمكن تمييزها.

## روابط خارجية
- معلومات عن Krebiozen نسخة محفوظة 28 يوليو 2012 على موقع واي باك مشين. من جمعية السرطان الأمريكية